# Убивці вампірок-лесбійок
«Убивці вампірок-лесбійок» (англ. Lesbian Vampire Killers) — комедійний фільм жахів виробництва Великої Британії 2009 року режисера Філа Клейдона.

## Зміст
Двоє друзів, які втрапили у смугу невезіння, мріють вирішити всі свої проблеми за допомогою сексу із довгоногими подругами у відповідному місці, типу Ібіци, але коли звірилися із вмістом своїх кишень, то зрозуміли, що по-п'ятизірковому вони відтягнутися не зможуть. Вони тицьнули навмання дротиком дартсу у карту Великої Британії і вирішили їхати в абсолютно невідомий їм населений пункт, не підозрюючи про те, що потрапляють у коло вікового закляття, жертвами якого їм належить стати.

## Акторський склад
| У ролях         |  | Персонаж |
| --------------- |  | -------- |
| Джеймс Корден   |  | Флетч    |
| Метью Хорн      |  | Джиммі   |
| Пол Мак-Ґанн    |  | Вікарій  |
| Міанна Берінг   |  | Лотті    |
| Сільвія Коллока |  | Кармілла |
| Віра Філатова   |  | Єва      |
| Люсі Гаскелл    |  | Джуді    |
| Емер Кенні      |  | Ребекка  |